# 雷利夫 (加利福尼亞州)
雷利夫（英語：Relief）是位於美國加利福尼亞州內華達縣的一個非建制地區。該地的面積和人口皆未知。

## 地理
雷利夫的座標為39°21′41″N 120°51′39″W / 39.36139°N 120.86083°W，而該地的平均海拔高度為1203米（即3947英尺）。